# 莎朗·奥兹

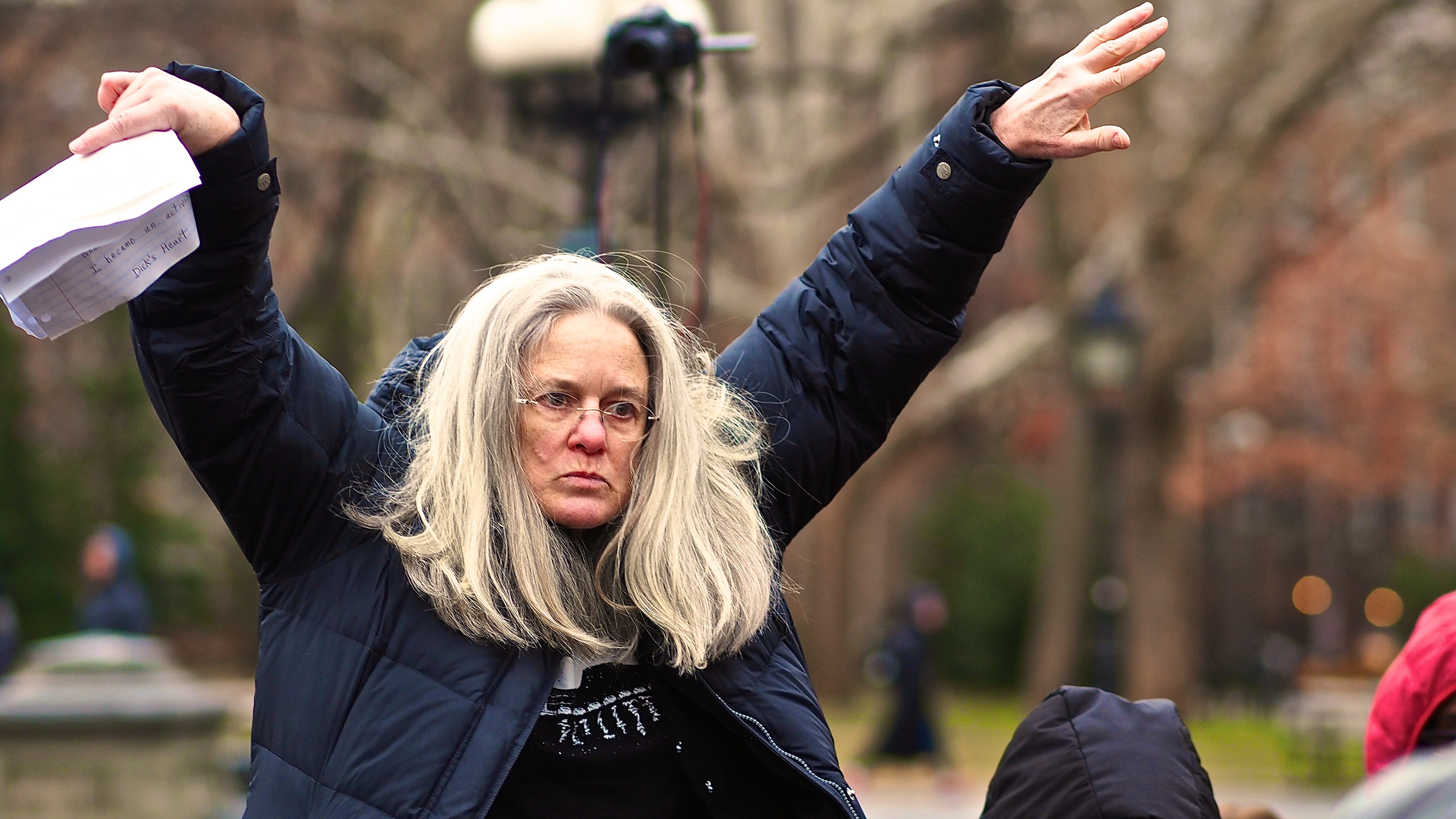
莎朗·奥兹

莎朗·奥兹（Sharon Olds，1942年11月19日—）是一位美国诗人，在斯坦福大学获得学士学位，後來成為纽约大学写作教授。她曾于1984年獲得美国国家书评人协会奖、2013年獲得普利策诗歌奖。 